# Tony Brooks
Charles Anthony Standish Brooks (25 de fevereiro de 1932 – 3 de maio de 2022) foi um dentista e automobilista britânico de Fórmula 1 nascido na Inglaterra. Foi piloto das equipes de Fórmula 1: BRM, Ferrari e Vanwall. Foram seis triunfos do piloto em 38 largadas pela categoria de 1956 até 1961. Ganhou o apelido de "piloto dentista", por ter cursado e trabalhado com odontologia até iniciar a carreira no automobilismo, em 1952.
Estreou na Fórmula 1 no Grande Prêmio da Grã-Bretanha de 1956 e sua melhor posição foi o vice-campeonato no campeonato de 1959.
Tony Brooks faleceu aos 90 anos, em 3 de maio de 2022.